# Groupement des contrôles radioélectriques
Pour les articles homonymes, voir GCR.

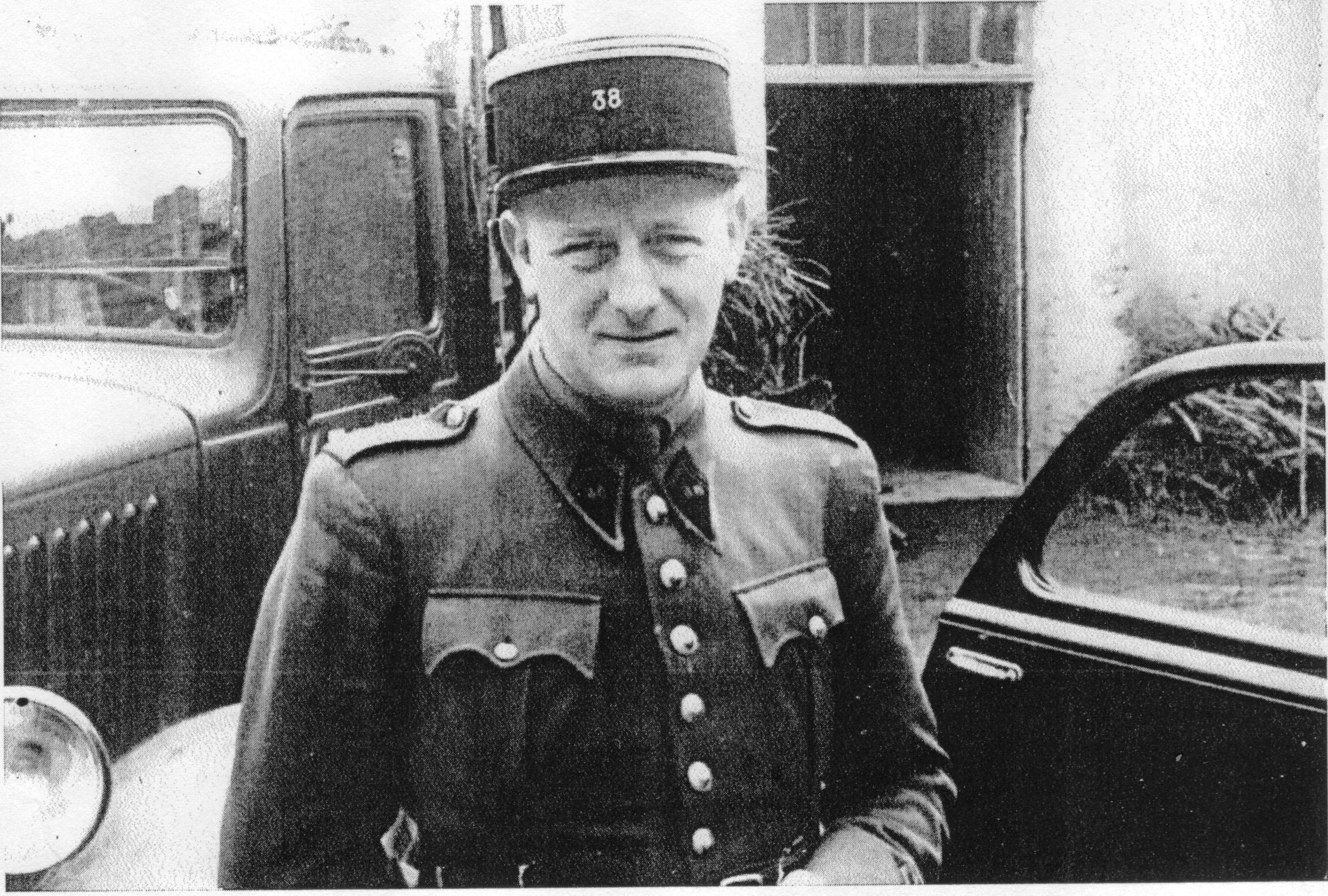
Gabriel Romon, directeur technique du GCR.

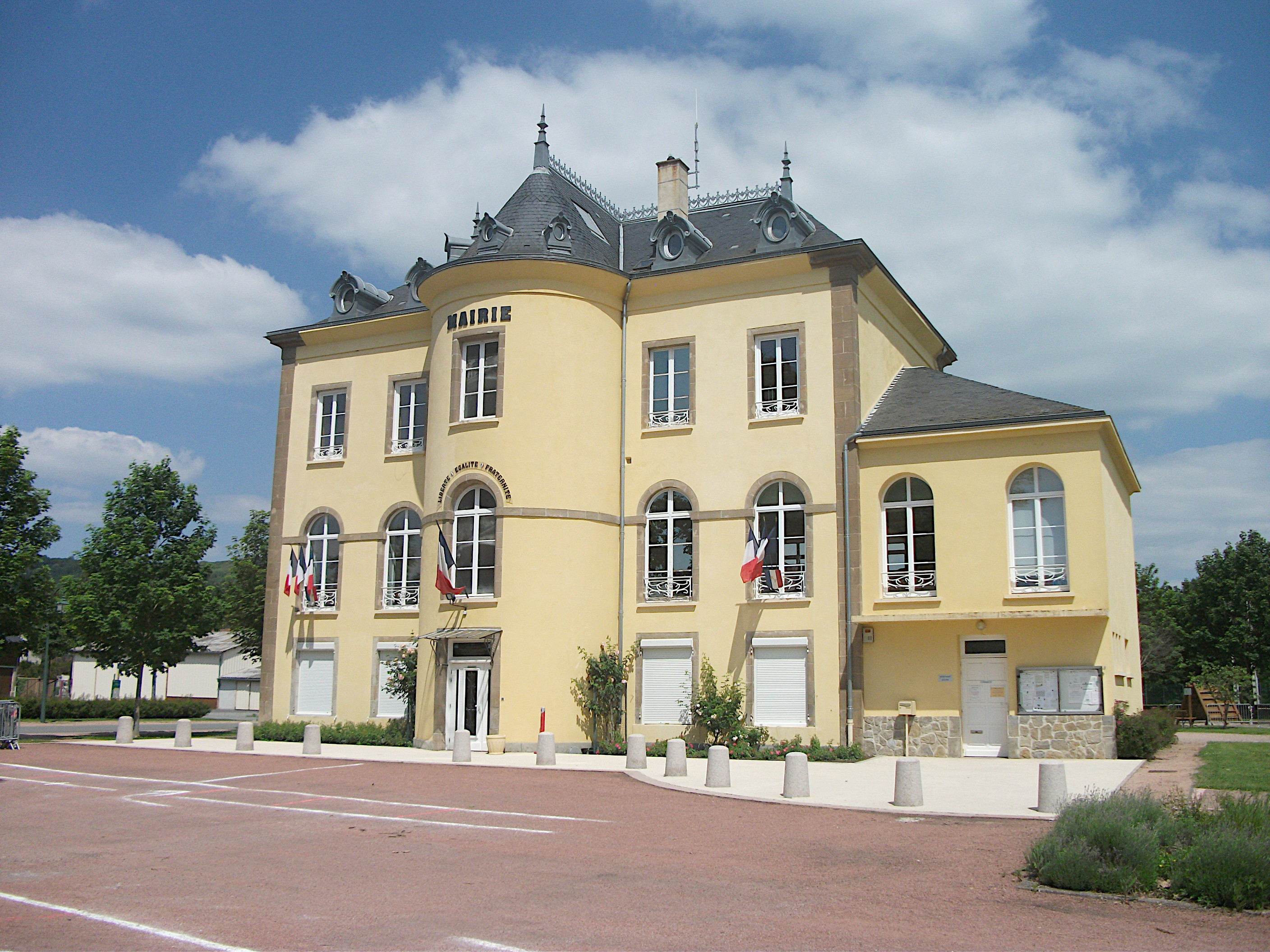
Château des Cours, à Hauterive, accueillant le GCR, devenu hôtel de ville de la commune en 1950.

Le Groupement des contrôles radioélectriques (GCR) est un ancien service interministériel français d'écoutes radio. Créé dans les premiers mois du régime de Vichy et composé de salariés des Postes, télégraphes et téléphones (PTT), il fournit des informations à la Résistance et au MI6 pendant la Seconde Guerre mondiale et perdure après celle-ci.

## Histoire
Le GCR est créé le 10 août 1940. Il est installé au château des Cours à Hauterive, près de Vichy où siège le régime de Vichy. Il possède également quatre centres secondaires en zone libre, à Francheleins (Ain), Bouillargues (Gard), Bordères-sur-l'Échez (Hautes-Pyrénées) et Argenton-sur-Creuse (Indre), ainsi que deux centres à Alger et à Tunis.
Sous la direction de Gabriel Romon, lui-même subordonné de Paul Labat, le GCR écoute officiellement les communications pour le régime de Vichy, mais officieusement, il transmet nombre d'informations à la résistance intérieure française et au Secret Intelligence Service (MI6) par l'intermédiaire du PC Cadix. Romon et Labat sont également les superviseurs du matériel radio du réseau Alliance à partir de mars 1943. À partir de 1943, ses membres sont traqués par la Gestapo et déportés, où nombre d'entre eux trouvent la mort,.
À la fin de la Seconde Guerre mondiale, le GCR est réactivé et mis pour emploi à la disposition du Service de documentation extérieure et de contre-espionnage (SDECE) en 1948. Les contacts avec les services de renseignement anglais perdurent tout au long de l'histoire. 
De l'été 1970 à janvier 1975, le GCR, qui dépendait du Premier ministre, est petit à petit intégré administrativement au SDECE,. Son activité est, par la suite, reprise par la direction technique (DT) de la direction générale de la Sécurité extérieure (DGSE) : aujourd'hui, direction technique et de l'innovation (DTI). 
Le GCR a eu un rôle distinct du Groupement interministériel de contrôle (GIC) créé en 1960, en effet, c'est le GCR qui écoutait systématiquement les émissions étrangères. 